# トマティーヨ

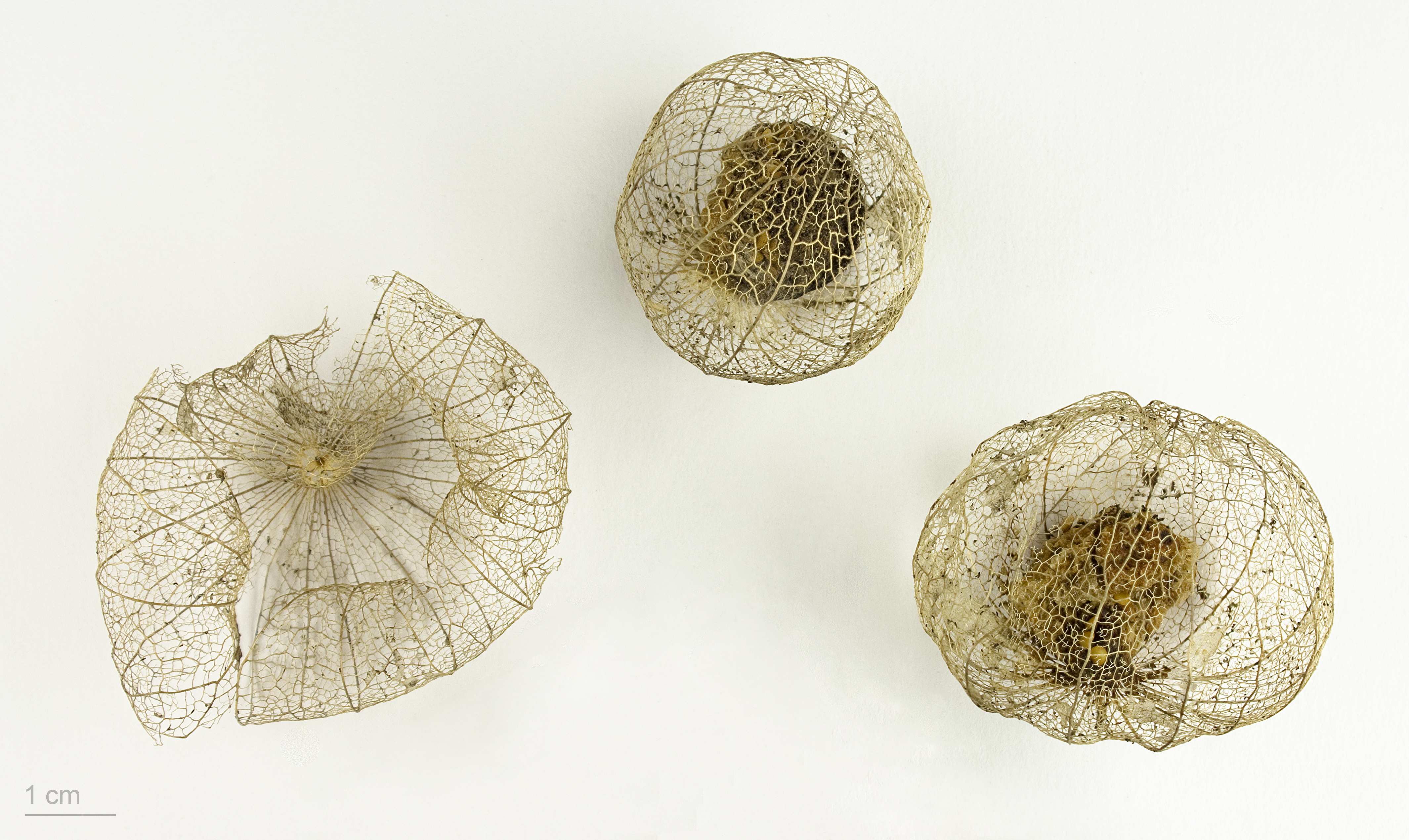
Physalis ixocarpa

トマティーヨ、トマティージョ、トマティロ（英: Tomatillo）は、ナス科の植物、およびその小さな球状の緑または紫がかった果実である。学名はPhysalis philadelphica（異名: Physalis ixocarpa Brot）、和名はオオブドウホオズキ。
メキシコでは、トマティーヨはトマテ・ベルデ（tomate verde、緑のトマト）と呼ばれ、メキシコ料理に欠かせない食材である。トマティーヨは西半球で栽培される。その名前と異なりトマトの一種ではないが、同じナス科である。

## 概要
トマティーヨは、萼から形成される薄い殻に覆われた果実である。果実が熟すると、いっぱいに膨らみ、殻を割って収穫される。殻は茶色になり、果実は熟すると黄色、赤、緑、または紫色のいずれかになる。トマティーヨはラテンアメリカ料理の新鮮なまたは調理したグリーンソースの主材料である。殻が新鮮で緑であることが品質の基準である。果実は堅く明るい緑色のものが高品質であり、緑色と酸味がこの果実の特徴である。
トマティーヨの他の部分には毒性があり食用にならない。
トマティーヨは自家不和合性である。（受粉のために2つ以上の個体の植物が必要であり、個体のトマティーヨに果実が成るのは稀である。）
熟した新鮮なトマティーヨは、冷蔵庫で約2週間保存できる。殻を取り除いた果実を保存袋に密閉すると、冷蔵庫でより長く保存できる。丸ごとまたは薄切りして凍らせても保存できる。

## 名称
トマティーヨは、英語でハスクトマト（husk tomato）、jamberry、ハスクチェリー（husk cherry）、Mexican tomato、グランドチェリー（ground cherry）とも呼ばれ、他のホオズキ属の品種を示すこともある。スペイン語では、tomate de cáscara（殻付きトマト）、 tomate de fresadilla、tomate milpero、tomate verde（緑のトマト）、tomatillo Mexico 、ミルトマテ（miltomate、メキシコ、グアテマラ、この呼び名は他の地域で「小さなトマト」を意味する）、または単にtomate（この場合、トマトはヒトマテjitomate）と呼ばれる。トマティーヨは「緑のトマト」と呼ばれることがあるが、緑の熟していないトマトと混同しないこと。アッサム語でpokmouという。

## ギャラリー

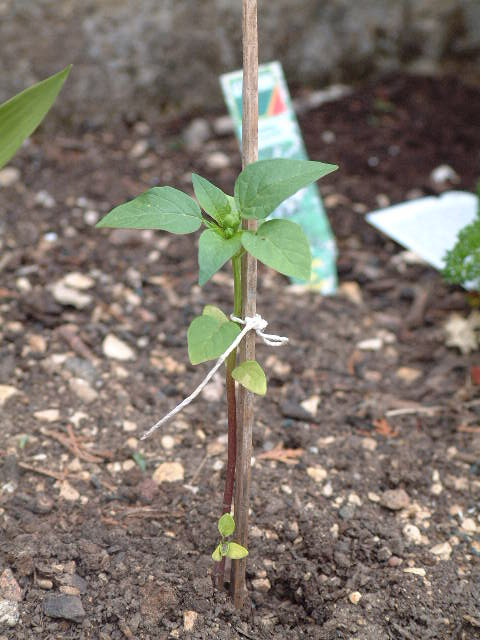
新芽
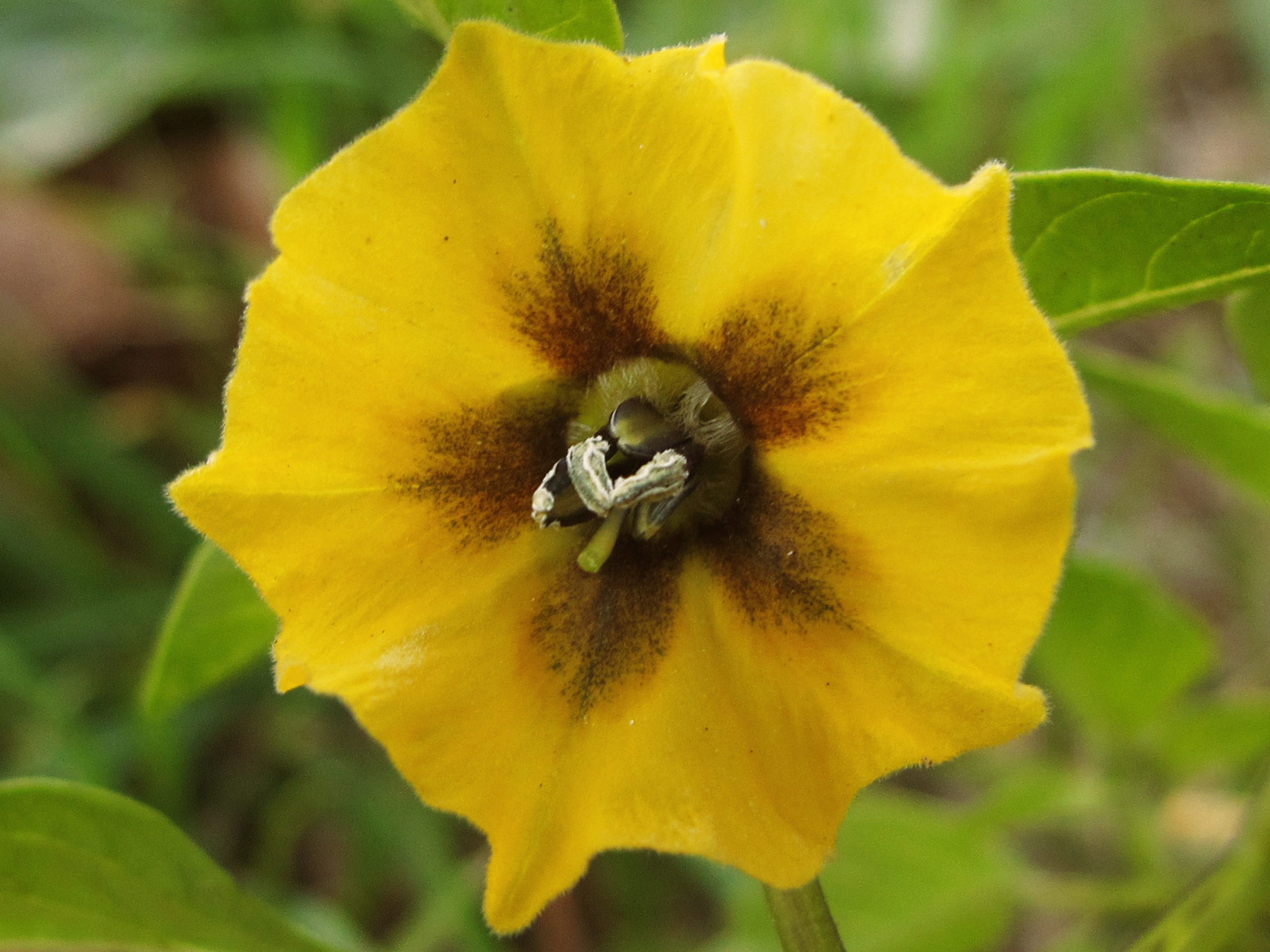
トマティーヨの花
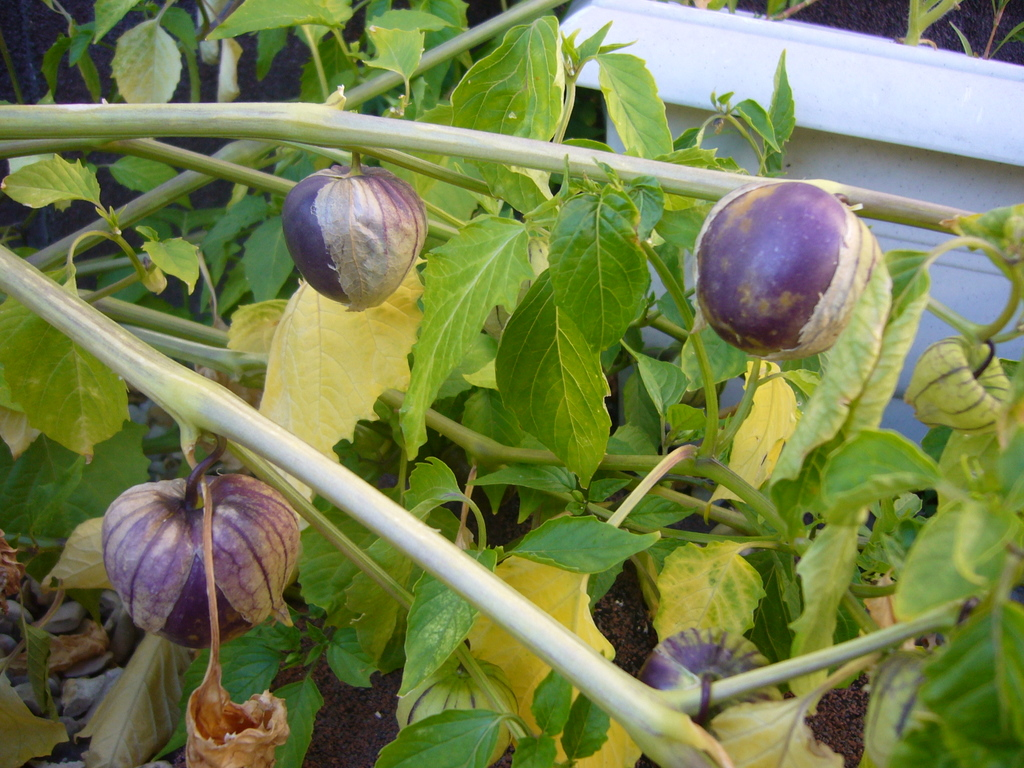
熟した紫色のトマティーヨの果実
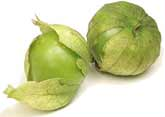
緑色のトマティーヨの果実